# Szu Mao-csen
Szu Mao-csen (Su Maozhen) (egyszerűsített kínai: 宿茂臻, pinjin, hangsúlyjelekkel: Sù Màozhēn; Csingtao, 1972. július 30. – ) kínai válogatott labdarúgó és edző.

## Pályafutása

### Klubcsapatokban
1994 és 2002 között a Santung Lüneng csapatában játszott, melynek tagjaként egy bajnoki címet (1999) szerzett és két alkalommal nyerte meg a kupát (1995, 1999).

### A válogatottban
1994 és 2002 között 53 alkalommal játszott a kínai válogatottban és 23 gólt szerzett. Részt vett az 1996-os és a 2000-es Ázsia-kupán, illetve a 2002-es világbajnokságon, ahol a Costa Rica elleni találkozón csereként lépett pályára. A Brazília és a Törökország elleni csoportmérkőzésen nem kapott lehetőséget.

## Sikerei, díjai
Santung Lüneng
- Kínai bajnok (1): 1999
- Kínai kupagyőztes (2): 1995, 1999